# ريتشارد نيلسون ماسون
ريتشارد نيلسون ماسون (بالإنجليزية: Richard Nelson Mason)‏ هو شخصية أعمال أمريكي، ولد في 26 يونيو 1876 في كولبيبر في الولايات المتحدة، وتوفي في 22 نوفمبر 1940 في واشنطن العاصمة في الولايات المتحدة.